# Al-Shabab Sports Club
Il Al-Shabab Sports Club (in arabo نادي الشباب الرياضي‎?) fu fondato nello Stato del Kuwait il 15 dicembre del 1963, con base a Al Ahmadi.

## Palmarès
- Second League: 6

1974-1975, 2001-2002, 2007-2008, 2010-2011, 2017-2018, 2022-23

## Rosa 2012-2013
| N. |                    | Ruolo | Calciatore          |
| -- | ------------------ | ----- | ------------------- |
| 1  | Kuwait (bandiera)  | D     | Ahmed Al Najar      |
| 5  | Kuwait (bandiera)  | D     | Yaqoub Saad         |
| 6  | Brasile (bandiera) | A     | Rudi                |
| 7  | Brasile (bandiera) | A     | António Cubango     |
| 8  | Kuwait (bandiera)  | A     | Fahad Al Otaibi     |
| 9  | Iran (bandiera)    | A     | Masoud Ferydoon     |
| 10 | Kuwait (bandiera)  | C     | Mohammed Ashkanani  |
| 11 | Kuwait (bandiera)  | D     | Hamad Al Baseiri    |
| 14 | Kuwait (bandiera)  | C     | Khaled Abdelquddous |
| 15 | Kuwait (bandiera)  | C     | Fahad Al Hneidi     |
| 16 | Kuwait (bandiera)  | P     | Atallah Humood      |
| 18 | Kuwait (bandiera)  | A     | Saif Faleh          |
| 20 | Kuwait (bandiera)  | C     | Abdullah Mamdouh    |
| 22 | Kuwait (bandiera)  | P     | Saleh Mahdi         |
| 24 | Kuwait (bandiera)  | C     | Ahmad Al Saidi      |
| 26 | Kuwait (bandiera)  | P     | Ammar Al Balushi    |
| 27 | Kuwait (bandiera)  | D     | Jassem Al Qattan    |
| 28 | Brasile (bandiera) | C     | Rodrigo da Costa    |
| 30 | Brasile (bandiera) | A     | Maurício José       |

| N. |                   | Ruolo | Calciatore            |
| -- | ----------------- | ----- | --------------------- |
| 37 | Kuwait (bandiera) | A     | Naif Al Otaibi        |
| 49 | Kuwait (bandiera) | A     | Mohammed Humoud       |
| 70 | Kuwait (bandiera) | A     | Saud Swayed           |
| 80 | Kuwait (bandiera) | C     | Adel Tawfeeq          |
| 88 | Kuwait (bandiera) | C     | Abdullatif Al Raes    |
| 99 | Kuwait (bandiera) | D     | Abdulrahman Al Bannay |
|    | Kuwait (bandiera) | P     | Suleiman Haider Mirza |
|    | Kuwait (bandiera) | D     | Aqeel Jaber           |
|    | Kuwait (bandiera) | D     | Theeb Al Qahtani      |
|    | Kuwait (bandiera) | C     | Abdulaziz Nasser      |
|    | Kuwait (bandiera) | C     | Abdullah Hassan       |
|    | Kuwait (bandiera) | C     | Issa Khalid           |
|    | Kuwait (bandiera) | C     | Salah Farhan          |
|    | Kuwait (bandiera) | C     | Youssef Al Khatlan    |
|    | Kuwait (bandiera) | A     | Mohammed Al Abadd     |
|    | Kuwait (bandiera) | A     | Abdullah Al Harbi     |
|    | Kuwait (bandiera) | A     | Abdullah Al Mutawa    |
|    | Kuwait (bandiera) | A     | Talal Hdeban          |